# Abgangsstab

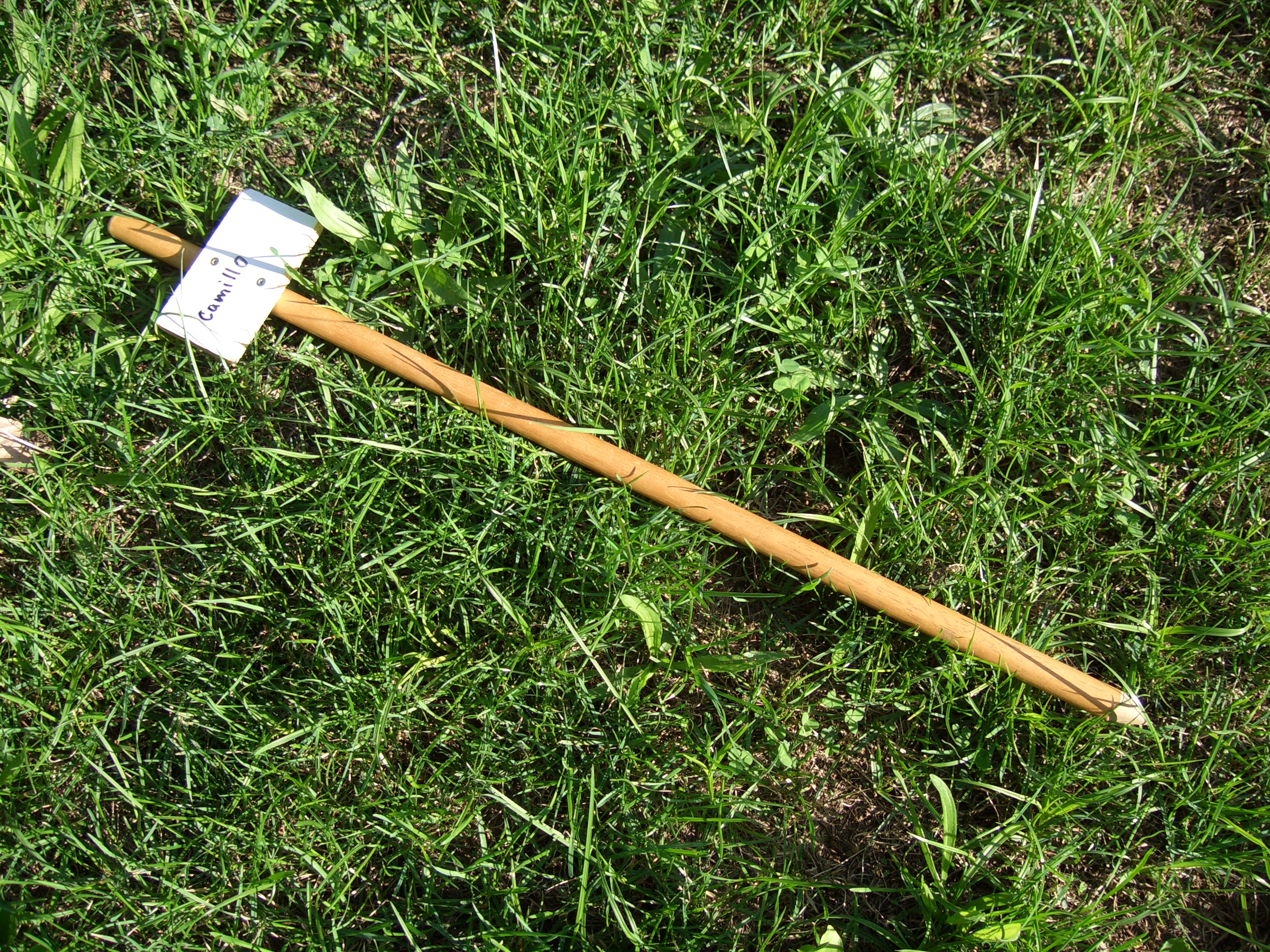
Abgangsstab

Abgangsstab ist ein Begriff aus der Fährtenarbeit im Hundesport. Am Fährtenbeginn, dem Abgang, wird ein Stab in den Boden gesteckt, an dem der Hund die Suche aufnimmt. Die Prüfungsordnung legt hierzu fest: „Die Abgangsstelle der Fährte muss durch ein Schild gut gekennzeichnet sein, welches unmittelbar links neben der Abgangsstelle in den Boden gesteckt wird.“